# Can Torre de Plantadís
Can Torre de Plantadís és una masia de la Cellera de Ter (Selva) inclosa a l'Inventari del Patrimoni Arquitectònic de Catalunya.

## Descripció
Ens trobem davant d'una masia de dues plantes, coberta amb una teulada a dues aigües de vessants a laterals.
A la planta baixa destaca el portal adovellat d'accés, d'arc de mig punt amb unes dovelles de mida mitjana ben escairades.
Pel que fa al primer pis, trobem dues obertures de tipologia similar, és a dir: dues finestres rectangulars, equipades amb llinda monolítica que formen un arc pla, muntants de pedra i ampit treballat.
La masia primigènia ha experimentat diverses intervencions, en diferents moments històrics, que s'han traduït en l'afegit de dues construccions. Així, perpendicularment a la masia, adaptant-se simultàniament al pendent i la morfologia de la muntanya, trobem adossada una construcció de tres plantes, coberta amb una teulada a una sola aigua de vessant a façana. Paral·lelament, l'altra construcció que flanqueja la masia primigènia i que la tanca per l'altre costat, consisteix en un afegitó de dues plantes cobert amb una teulada a una sola aigua i vessant a façana. En la planta baixa destaca el portal adovellat d'accés, d'arc de mig punt constituït per unes dovelles bastant matusseres. En el primer pis trobem una obertura quadrangular amb llinda de fusta i en els muntants s'observa les restes vivents d'un rellotge de sol.
Quant als materials, pondera la pedra, concretament els còdols de riu sense desbastar i treballar acaparant tot l'espai físic de l'immoble. Tanmateix aquest ritme compositiu es veu lleument alterat pel granit, localitzat específicament tant en les dovelles del portal d'accés com en les dues obertures del primer pis del que seria la masia primigènia.
És remarcable la presència d'una sèrie d'elements interessants tant en la part davantera com posterior de la masia. A la part frontal trobem una font i un safareig, mentre que en la part del darrere trobem una construcció de planta semicircular, coberta amb teula i que tot fa pensar que executaria les funcions de forn. Finalment cal esmentar també la presència de dos contraforts, que apuntalen i col·laboren àmpliament en la sustentació de la masia.